# Tătulești
Tătulești là một xã thuộc hạt Olt, România. Dân số thời điểm năm 2002 là 1350 người.